# Pokémon-verdenen
Pokémon-universet er den verden, hvori Pokémon-spilserien, -TV-serien, -manga-serierne og andet medie udspiller sig. Den verden hovedserien af spil foregår i anses som værende den kanoniske verden, mens al andet materiale bygger overn på dette og derfor er sekundært.

## Regioner i hovedserien
Pokémon-verdenen er opdelt i forskellige regioner, som alle er baseret på steder i den virkelige verden. Regionerne fra de fire første generationer er baseret på forskellige områder i Japan, mens regioner i senere generationer er mere internationalt baserede.

### Kanto
Kanto er den første region introduceret og er baseret på Kantō-regionen i Japan. Regionen blev introduceret i Red og Blue, men findes også i Yellow, Gold, Silver, Crystal, HeartGold, SoulSilver, Let's Go, Pikachu! og Let's Go, Eevee!. Alle byerne i Kanto-regionen er navngivet efter farver, på nær Pallet Town, der er navngivet efter en malerpalet.
- Pallet Town: Den er baseret på Machida.
- Viridian City: Den er baseret på Hakone.
- Pewter City: Den er baseret på Maebashi.
- Cerulean City: Den er baseret på Tsuchiura.
- Lavender Town: Den er baseret på Yokohama.
- Celadon City: Den er baseret på Narita.
- Vermillion City: Den er baseret på Tokyo.
- Saffron City: Den er baseret på Marunouchi.
- Fuchsia City: Den er baseret på Tateyama.
- Cinnabar Island: Den er baseret på Izu Ōshima.

### Johto
Johto er baseret på Kansai-regionen i Japan. Regionen blev først introduceret i Gold og Silver, men findes også i Crystal, HeartGold og SoulSilver. De fleste byer er navngivet efter planter eller ting relateret til planter. Regionen ligger stik vest for Kanto, hvilket er den eneste direkte forbindelse mellem to kendte regioner.
- Newbark Town: Den er baseret på Shizuoka.
- Cherrygrove City: Den er baseret på Toyohashi.
- Violet City: Den er baseret på Nara.
- Azalia Town: Den er baseret på Minabe.
- Goldenrod City: Den er baseret på Osaka.
- Ecruteak City: Den er baseret på Kyoto.
- Olivine City: Den er baseret på Kobe.
- Cianwood City: Den er baseret på Naruto.
- Mahogany Town: Den er baseret på Kōka.
- Blackthorn City: Den er baseret på Kai.

### Hoenn
Hoenn er baseret på Kyushu-regionen i Japan. Regionen blev først introduceret i Ruby og Sapphire, men findes også i Emerald, Omega Ruby og Alpha Sapphire. Regionens byer er navngivet efter planter eller metaller sammen med et lokalt, geografisk kendetegn. Hoenn er en subtropisk ø-region, som har godt lige så mange havruter, som det har landruter. Der er flere forskellige mindre øer, som man kun kan komme til ved at sejle.
- Littleroot Town: Startbyen, hvor Professor Birchs laboratorie ligger. Den er baseret på Imari.
- Oldale Town: En enkel og fredelig by, som ligger nord for Littleroot Town. Den er baseret på Saga.
- Petalburg City: Beliggenheden for det femte Gym, som styres af Norman. Den er baseret på Fukuoka.
- Rustboro City: Beliggenheden for Devon Corporation såvel som det første Gym, som styres af Roxanne. Den er baseret på Kitakyushu.
- Dewford Town: Byen ligger på en ø, og huser det andet Gym, som styres af Brawly. Den er baseret på Tsushima.
- Slateport City: En havneby kendt for dets marked, museum og Contest Hall. Den er baseret på Nagasaki.
- Mauville City: Byen har et underjordisk kraftværk kaldet New Mauville Byen huser det tredje Gym, som styres af Wattson. I Pokémon Omega Ruby og Alpha Sapphire blev byen lavet helt om til at være den største by i regionen, bestående af én stor center-lignende bygning. Den er baseret på Kumamoto.
- Verdanturf Town: En lille by berømt for dens rene luft. Den er baseret på Kikuchi.
- Fallarbor Town: Beliggende nord for vulkanen ved Mt. Chimney, denne by er konstant dækket af aske. Byen huser et Contest Hall. Den er baseret på Ōita.
- Lavaridge Town: Beliggende syd-vest for vulkanen ved Mt. Chimney, denne by er kendt for sine varme kild, og huser det fjerde Gym, som styres af Flannery. Den er baseret på Aso.
- Fortree City: Byens boliger sidder oppe i træerne med undtagelse af det sjette Gym, som styres af Winona. Den er baseret på Kobayashi.
- Lilycove City: En havneby, som kendetegnes ved dets museum, Contest Hall, og indkøbscenter. Den er baseret på Kanoya.
- Mossdeep City: Beliggende på en ø huser byen de syvende Gym, som styres af tvillingerne Tate og Liza. Den er baseret på Nishinoomote beliggende på øen Tanegashima.
- Sootopolis City: Denne by ligger i et krater på en ø, hvor man er nødt til at dykke eller flyve for at nå hen til. Byen huser det ottende Gym, som styres af Wallace i Pokémon Ruby og Sapphire og Juan i Pokémon Emerald. Den er baseret på Yakushima.
- Pacifidlog Town: Landsby som flyder på havet. Den er løst baseret på Yaeyama-øerne.
- Ever Grande City: Beliggende for enden af Victory Road, Ever Grande City huser regionens Pokémonliga. Den er baseret på Naha på øen Okinawa.

### Sinnoh
Sinnoh er baseret på Hokkaido-regionen i Japan. Regionen blev først introduceret i Diamond og Pearl, men findes også i Platinum, Brilliant Diamond, Shining Pearl og Legends: Arceus. Regionen hed oprindeligt Hisui, da nybyggere opdagede regionen. Sinnohs byer er navngivet efter deres formål, eller den følelse, som de prøver at formidle. Sinnoh er en ø-region, men modsat Hoenn, er der ikke så mange øer og vandruter. Derimod er regionen opdelt i to af bjergkæden Mount Coronet.
- Twinleaf Town: Den er baseret på Noboribetsu.
- Sandgem Town: Den er baseret på Tomakomai.
- Jubilife City: Den er baseret på Sapporo.
- Oreburgh City: Den er baseret på Yūbari.
- Floaroma Town: Den er baseret på Hokuryū.
- Eterna City: Den er baseret på Asahikawa.
- Hearthome City: Den er baseret på Obihiro.
- Solaceon Town: Den er baseret på Ashoro.
- Veilstone City: Den er baseret på Abashiri.
- Pastoria City: Den er baseret på Kushiro.
- Celestic Town: Den er baseret på Kitami.
- Canalave Cityy: Den er baseret på Otaru.
- Snowpoint City: Den er baseret på Hamatonbetsu.
- Sunyshore City: Den er baseret på Nemuro.

### Unova
Unova er baseret på New York i USA. Regionen blev først introduceret i Black og White, men findes også i Black 2 og White 2. Alle byer i Unova er navngivet efter forskellige skyformationer.
- Nuvema Town: Den er baseret på Coney Island.
- Accumula Town: Den er baseret på Marine Park i Brooklyn.
- Striaton City: Den er baseret på Canarsie-bydelen i Brooklyn.
- Nacrene City: Den er baseret på Dumbo-bydelen i Brooklyn.
- Castelia City: Den er baseret på Lower Manhattan.
- Nimbasa City: Den er baseret på Midtown i Manhattan.
- Driftveil City: Den er baseret på Union City i New Jersey.
- Mistralton City: Den er baseret på Teterboro-boroughet i New Jersey.
- Icirrus City: Den er baseret på Fort Lee-boroughet i New Jersey.
- Opelucid City: Den er baseret på Washington Heights.
- Lacunosa Town: Den er baseret på Flushing-bydelen i Queens.
- Undella Town: Den er baseret på Jamaica-bydelen i Queens.
- Black City: Eksklusiv til Black og Black 2. Den er baseret på Long Island City med futuristisk inspiration.
- White Forest: Eksklusiv til White og White 2. Den er baseret på Long Island City med natur-inspiration.
- Anville Town: Den er baseret på Morristown i New Jersey.

Byer eksklusive til Black 2 og White 2
- Aspertia City: Den er baseret på Elizabeth i New Jersey.
- Floccesy Town: Den er baseret på Newark.
- Virbank City: Den er baseret på Jersey City.
- Lentimas Town: Den er baseret på Williamsburg i Brooklyn.
- Humilau City: Den er baseret på Jones Beach State Park.

### Kalos
Kalos er baseret på Frankrig. Regionen blev først introduceret i X og Y. Regionens byer er navngivet efter aromatiske planter. Kalos' ruter er vagt formet som en stjerne med fem punkter, hvor den største by, Lumiose City, befinder sig i midten.
- Vaniville Town: Den er baseret på Moulins.
- Aquacorde Town: Den er baseret på Nevers.
- Santalune City: Den er baseret på Fontainebleau.
- Lumiose City: Den er baseret på Paris.
- Camphrier Town: Den er baseret på Château de Versailles.
- Cyllage City: Den er baseret på Relifac-le-Haut.
- Ambrette Town: Den er baseret på La Rochelle.
- Geosenge Town: Den er baseret på Carnac.
- Shalour City: Den er baseret på Saint-Malo.
- Coumarine City: Den er baseret på Le Havre.
- Laverre City: Den er baseret på Lille.
- Dendemille Town: Den er baseret på Charleville-Mézières.
- Anistar City: Den er baseret på Strasbourg.
- Couriway Town: Den er baseret på Molsheim.
- Snowbelle City: Den er baseret på Besançon.
- Kiloude City: Den er baseret på Lyon.

### Alola
Alola er baseret på Hawaii. Regionen blev først introduceret i Sun og Moon, men findes også i Ultra Sun og Ultra Moon. Regionens øer er navngivet efter Hawaiianske ord. Regionen består af fire øer, som har hver sin ø-udfordring, som er Alolas svar på styrkecenter-kampe. Regionen er i gang med at udvikle sin egen Pokémonliga, og mens at selve ligaen er parat, så er styrkecentrene endnu ikke færdiggjort.
- Melemele Island: Den er baseret på Oahu.
  - Iki Town: Den er baseret på Wahiawa.
  - Hau'oli City: Den er baseret på Honolulu.
- Akala Island: Den er baseret på Maui.
  - Hau'oli City: Den er baseret på Kahului.
  - Paniola Town: Den er baseret på Makawao.
  - Konikoni City: Den er baseret på Lahaina.
- Ula'ula Island: Den er baseret på øen Hawaii.
  - Malie City: Den er baseret på Hilo.
  - Tapu Village: Den er baseret på Kailua-Kona.
  - Po Town: Den er baseret på Kohala-halvøen.
- Poni Island: Den er baseret på Kauai.
  - Seafolk Village: Den er baseret på Kekaha.
- Aether Paradise: Dette er en kunstig ø. Den er baseret på Papahanaumokuakea.

### Galar
Galar er baseret på Storbritannien. Regionen blev først introduceret i Sword og Shield. Regionens byer har navne, som er opbygget til at minde om Britiske bynavne. I modsætning til tidligere regioner, så har galar ikke lineære ruter, men derimod et semi-åbent areal, som leder hen til de forskellige byer i regionen.
- Postwick: Den er baseret på Windermere.
- Wedgehurst: Den er baseret på Bowness-on-Windermere.
- Motostoke: Den er baseret på Manchester.
- Turffield: Den er baseret på York.
- Hulbury: Den er baseret på Liverpool.
- Hammerlocke: Den er baseret på Birmingham.
- Stow-on-Side: Den er baseret på Buxton.
- Ballonlea: Den er baseret på Stratford-upon-Avon.
- Circhester: Den er baseret på Bath.
- Spikemuth: Den er baseret på Llandudno.
- Wyndon: Den er baseret på London.
- Freezington: Den er baseret på Edinburgh.

### Paldea
Paldea er baseret på Spanien og Portugal. Regionen blev først introduceret i Scarlet og Violet. Regionens byer er navngivet efter mad eller med-relaterede objekter på portugisisk eller spansk. Paldea er den første region, som reelt er helt åben, uden nogen ruter som forhindrer én i at tage et specifikt sted hen.
- Cabo Poco: Den er baseret på Algeciras.
- Mesagoza: Den er baseret på Madrid.
- Los Platos: Den er baseret på Ciudad Real.
- Cortondo: Den er baseret på Badajoz.
- Alfornada: Den er baseret på Sagres.
- Artazon: Den er baseret på Cartagena (Spanien).
- Levincia: Den er baseret på Valencia.
- Zapapico: Den er baseret på Cuenca.
- Cascarrafa: Den er baseret på Salamanca.
- Porto Marinada: Den er baseret på Costa Nova do Prado.
- Medali: Den er baseret på Valladolid.
- Montenevera: Den er baseret på Ezcaray.

## Regioner i andre spil

### Orre
Orre er baseret på Arizona. Regionen blev først introduceret i Colosseum, men findes også i XD: Gale of Darkness. Orre-regionen er ørkenbaseret, og i modsætning til andre regioner, så er der ikke nogen ruter, man kan tage til fods mellem de forskellige byer, som er så adspredt, at man er nødt til at rejse med en form for fartøj gennem det golde landskab.

## Regioner i TV-serien

### Orange-øhav
Orange-øhavet er et tropisk område, som ligger ikke så langt fra Kanto og Johto. Regionen har sin egen Pokémon-liga, men i modsætning til normen, har Orange-ligaen kun fire styrkecentre i stedet for otte.

### Decolore-øerne
Decolore-øerne er en region bestående af øer, som ligger mellem Unova og Kanto. I modsætning til Orange-øhavet, så har Decolore-øerne ikke nogen form for styrkecentre eller Pokémonliga.